# Marchal (företag)
Marchal är ett franskt företag som specialiserat sig på utrustning för bilindustrin, idag tillhörande Valeo Group. Företaget har sitt säte i parisstadsdelen Neuilly-sur-Seine, Frankrike. Företaget har varit verksamt från år 1923, och är kända för sina strålkastare och billampor, men även för sina tändstift. Marchals första fabrik låg på rue Méhul i parisstadsdelen Pantin. 1963 gick två företag ihop och bildade S.E.V. Marchal. Marchals har en känd logotyp med en katt. Idén fick Pierre Marchal en kväll i sitt garage när han i ljuset från sina bilstrålkastare såg en svart katt.